# 中野遼太郎
中野 遼太郎（なかの りょうたろう、1988年6月13日 - ） は、東京都西東京市出身の元サッカー選手、現サッカー指導者。現役時代のポジションはミッドフィールダー（MF）。

## 来歴
4歳でサッカーを始め、中学・高校時代はFC東京の下部組織に所属した。高校3年時には背番号10を背負う主将としてチームを牽引。ゲームをコントロールする役割を担った。同期には吉本一謙、森村昂太、権田修一、稲葉基輝らがいた。
高校卒業後には、複数のJリーグクラブからオファーを受けたがFC東京トップチームを目指していたためこれらを断り早稲田大学に進学、2007年よりア式蹴球部に所属した。1年時に鈴木修人の代役として抜擢されると武器と語る視野の広さと中盤での展開力を発揮し大榎克己監督から絶賛された。鈴木の復帰後も出場機会を得、同年の全日本大学サッカー選手権の優勝に貢献した。
しかし大榎は同年限りで退任。後に、使われないのは分かっていたと語るほど後任の今井敏明監督からは冷遇され、出場機会が激減。4年時には古賀聡監督から司令塔として背番号10を託されたものの、目立った活躍はできなかった。
2011年に大学を卒業。ドイツへ渡り、メクレンブルク＝フォアポンメルン州のフェアバンツリーガ (en) （Fußball-Verbandsligaは6部リーグに相当）に所属するFCポンメルン・グライフスヴァルトに加入。チーム2位となる10得点を挙げ2011-12シーズン前期の首位に導いた。
2012年、ポーランドの1.リーガ (en) （2部リーグに相当）に所属するアルカ・グディニャの入団テストを受け合格。シーズン終了（6月30日）までの契約を結んだ。同年7月、ドイツ北東部のオーバーリーガ（5部リーグに相当）に昇格したFCポンメルン・グライフスヴァルトと再契約を結んだ。
2013年1月末、突如グライフスヴァルトとの契約を打ち切られたため、同年4月よりラトビア・1.リーガ (en) （2部リーグ相当）のBFCダウガヴァに加入。26得点を挙げて得点王・最優秀選手に選出される活躍でクラブのリーグ優勝に大きく貢献した。2014年からはヴィルスリーガ（1部リーグ）でプレー。第36節FCユールマラ戦ではハットトリックを記録。
2016年、FKイェルガヴァへ移籍。2015-16のラトビア・カップに優勝し、ヨーロッパリーグ予選出場権を獲得。同年クラブは史上最高位となるヴィルスリーガ2位で終え、中野もベストイレブンを受賞した。同年末、イェルガヴァとの契約を1年延長し一時帰国。
帰国中にチョンブリーFCから破格のオファーが届き、2017年1月に同クラブへ完全移籍。同シーズンを持ってチョンブリーFCを退団。
2018年、FKイェルガヴァ復帰。
2019年、タイ・ホンダFCに加入。同年9月1日、現役引退を表明。
2020年から古巣FKイェルガヴァからのオファーを受諾し、コーチに就任。ラトビアでサッカー指導者としてのキャリアをスタートさせる決め手となったのは欧州での指導が可能なUEFAライセンスの取得にあると述べている。
2023年からアカデミー時代に所属していたFC東京に復帰しFC東京U-15むさしのコーチに就任した。

## 所属クラブ
ユース経歴
- 小平八小アベリアFC[20]
- JACPA 東京FC[20]
- 2001年 - 2003年 FC東京U-15
- 2004年 - 2006年 FC東京U-18 (東京都立小金井北高等学校[21])
- 2007年 - 2010年 早稲田大学ア式蹴球部 (早稲田大学スポーツ科学部)

プロ経歴
- 2011年  FCポンメルン・グライフスヴァルト (de:FC Pommern Greifswald)
- 2012年  アルカ・グディニャ
  - 2012年  アルカIIグディニャ
- 2012年7月 - 2013年1月  FCポンメルン・グライフスヴァルト
- 2013年4月 - 2015年  BFCダウガヴァ / BFCダウガフピルス (BFC Daugavpils)
- 2016年  FKイェルガヴァ
- 2017年  チョンブリーFC
- 2018年  FKイェルガヴァ
- 2019年  タイ・ホンダFC

指導者経歴
- 2020年 - 2022年 FKイェルガヴァ
- 2023年 - FC東京

## 個人成績
| 国内大会個人成績 | 国内大会個人成績   | 国内大会個人成績 | 国内大会個人成績     | 国内大会個人成績             | 国内大会個人成績                | 国内大会個人成績 | 国内大会個人成績 | 国内大会個人成績 | 国内大会個人成績 | 国内大会個人成績 | 国内大会個人成績 |
| 年度             | クラブ             | 背番号           | リーグ               | リーグ戦                     | リーグ戦                        | リーグ杯         | リーグ杯         | オープン杯       | オープン杯       | 期間通算         | 期間通算         |
| 年度             | クラブ             | 背番号           | リーグ               | 出場                         | 得点                            | 出場             | 得点             | 出場             | 得点             | 出場             | 得点             |
| ドイツ           | ドイツ             | ドイツ           | ドイツ               | リーグ戦                     | リーグ戦                        | リーグ杯         | リーグ杯         | DFBポカール      | DFBポカール      | 期間通算         | 期間通算         |
| ---------------- | ------------------ | ---------------- | -------------------- | ---------------------------- | ------------------------------- | ---------------- | ---------------- | ---------------- | ---------------- | ---------------- | ---------------- |
| 2011-12          | グライフスヴァルト | 24               | フェアバンツリーガMV | 16                           | 10                              | -                | -                | -                | -                | 16               | 10               |
| ポーランド       | ポーランド         | ポーランド       | ポーランド           | リーグ戦                     | リーグ戦                        | リーグ杯         | リーグ杯         | オープン杯       | オープン杯       | 期間通算         | 期間通算         |
| 2011-12 (en)     | グディニャ         | 24               | 1.リガ               | 0                            | 0                               |                  |                  |                  |                  | 0                | 0                |
| 2011-12          | IIグディニャ       |                  | 4.リガ               |                              |                                 |                  |                  |                  |                  |                  |                  |
| ドイツ           | ドイツ             | ドイツ           | ドイツ               | リーグ戦                     | リーグ戦                        | リーグ杯         | リーグ杯         | DFBポカール      | DFBポカール      | 期間通算         | 期間通算         |
| 2012-13 (de)     | グライフスヴァルト |                  | NOFVオーバーリーガN  | 12                           | 1                               |                  |                  |                  |                  |                  |                  |
| ラトビア         | ラトビア           | ラトビア         | ラトビア             | リーグ戦                     | リーグ戦                        | リーグ杯         | リーグ杯         | ラトビア杯       | ラトビア杯       | 期間通算         | 期間通算         |
| 2013 (ru)        | ダウガフピルス     | 8                | 1.リーガ             | 26                           | 26                              | -                | -                | 0                | 0                | 26               | 26               |
| 2014 (en)        | ダウガフピルス     | 8                | ヴィルスリーガ       | 31                           | 5                               | 2                | 1                | 2                | 1                | 35               | 7                |
| 2015 (en)        | ダウガフピルス     | 8                | ヴィルスリーガ       | 22                           | 2                               |                  |                  | 1                | 0                | 23               | 2                |
| 2016 (en)        | イェルガヴァ       | 6                | ヴィルスリーガ       | 24                           | 2                               |                  |                  | 3                | 0                | 27               | 2                |
| タイ             | タイ               | タイ             | タイ                 | リーグ戦                     | リーグ戦                        | リーグ杯         | リーグ杯         | FA杯             | FA杯             | 期間通算         | 期間通算         |
| 2017 (en)        | チョンブリー       | 7                | T1                   |                              |                                 |                  |                  |                  |                  |                  |                  |
| 通算             | ドイツ             | ドイツ           | NOFVオーバーリーガN  | 12                           | 1\|\|\|\|\|\|\|\|\|\|\|\|       |                  |                  |                  |                  |                  |                  |
| 通算             | ドイツ             | ドイツ           | フェアバンツリーガMV | 16                           | 10                              | -                | -                | -                | -                | 16               | 10               |
| 通算             | ポーランド         | ポーランド       | 1.リガ               | 0                            | 0\|\|\|\|\|\|\|\|\|\|0\|\|0     |                  |                  |                  |                  |                  |                  |
| 通算             | ラトビア           | ラトビア         | ヴィルスリーガ       | 77                           | 9\|\|\|\|\|\|6\|\|1\|\|83\|\|10 |                  |                  |                  |                  |                  |                  |
| 通算             | ラトビア           | ラトビア         | 1.リーガ             | 26                           | 26                              | -                | -                | 0                | 0                | 26               | 26               |
| 通算             | タイ               | タイ             | T1                   | \|\|\|\|\|\|\|\|\|\|\|\|\|\| |                                 |                  |                  |                  |                  |                  |                  |
| 総通算           | 総通算             | 総通算           | 総通算               | \|\|\|\|\|\|\|\|\|\|\|\|\|\| |                                 |                  |                  |                  |                  |                  |                  |

| 国際大会個人成績 | 国際大会個人成績 | 国際大会個人成績 | 国際大会個人成績 | 国際大会個人成績 |
| 年度             | クラブ           | 背番号           | 出場             | 得点             |
| UEFA             | UEFA             | UEFA             | UEFA EL          | UEFA EL          |
| ---------------- | ---------------- | ---------------- | ---------------- | ---------------- |
| 2016-17          | イェルガヴァ     | 6                | 6                | 0                |
| 通算             | UEFA             | UEFA             | 6                | 0                |

- 2014年3月23日：ヴィルスリーガ初出場 - 第04節 vsFKスパルタクス・ユールマラ (Kauguru vidusskolas stadions)[22]
- 2014年7月12日：ヴィルスリーガ初得点 - 第21節 vsFKリエパーヤ (Daugava Stadium (Liepāja)) [23]
- 2017年2月12日：T1初出場 - 第1節 vsブリーラム・ユナイテッドFC (ニュー・アイモバイル・スタジアム)[24]

## タイトル
- ナイキプレミアカップジャパン (2002年)
- 日本クラブユースサッカー選手権 (U-15)大会 (2003年)
- イギョラカップ (2006年)
- 全日本大学サッカー選手権大会 (2007年)
- 1.リーガ (2013年)
- ラトビヤス・カウス (2015-16)

### 個人
- メニコンカップ クラブユース東西対抗戦 敢闘賞 (2003年[25])
- 1.リーガ得点王 (2013年[4])
- 1.リーガ最優秀選手 (2013年[4])
- ヴィルスリーガ ベストイレブン (2016年)

## 代表・選抜歴
- U-15日本代表
  - 2003年 U-15日韓競技力向上親善試合
- U-16日本代表
  - 2004年 ミルクカップ (5位)、第5回豊田国際ユースサッカー大会 (3位)、第4回北海道国際ユースサッカー大会 (優勝)、AFC U-17選手権2004 (グループリーグ敗退)
- U-17日本代表
  - 2005年 サニックス杯国際ユースサッカー大会 (3位)
- U-18日本代表
  - 2005年 候補合宿
  - 2006年 第4回仙台カップ国際ユースサッカー大会 (3位)
- 東京都選抜
  - 2008年 国民体育大会サッカー競技

## 指導歴
- 2020年 - 2022年 FKイェルガヴァコーチ
- 2023年 - FC東京
  - 2023 U-15むさしコーチ
  - 2024 - U-18コーチ